# Stephan Sattler
Stephan Sattler (* 1947 in Taching am See) ist ein deutscher Journalist. Von 1992 bis 2010 war er Leiter des Kulturressorts beim Focus. Seitdem ist er als Editor-at-Large tätig.

## Leben und Wirken
Sattler wurde in Oberbayern geboren. Er ist der Sohn des Architekten Dieter Sattler; sein Bruder Christoph Sattler ist ebenfalls Architekt. Stephan Sattler besuchte Schulen in Rom, München und Bad Godesberg. Nach dem Abitur 1966 studierte er von 1966 bis 1973 Politische Wissenschaft, Philosophie, Geschichte und Amerikanistik an der Ludwig-Maximilians-Universität München (M.A. 1973 über Girolamo Savonarola) sowie in London und Paris. 1975 wurde er wissenschaftlicher Mitarbeiter an die Universität Duisburg-Essen und 1976 an der Hochschule der Bundeswehr Hamburg. 1980 wurde er Verlagslektor beim Carl Hanser Verlag in München. 1985 wechselte er zu Burda, wo er in der Deutschland-Redaktion der Illustrierten Bunte arbeitete und die Gastkolumne Brennpunkt verfasste. 1988 wurde er geschäftsführender Redakteur der Kunst- und Kulturzeitschrift Pan. Von 1992 bis 2010 war er Gründungsmitglied und Leiter des Kulturressorts beim Nachrichtenmagazin Focus. 2010 wurde er Editor-at-Large bei der Hubert Burda Media.
Er war Mitglied der Jury des Kulturellen Ehrenpreises der Landeshauptstadt München und Beiratsmitglied des M100 Sanssouci Colloquium. 2006 wurde er Fellow des Centrum für angewandte Politikforschung (CAP).
Er ist verheiratet mit der Literaturwissenschaftlerin und Journalistin Rachel Salamander und lebt in München.